# Francisco Marí
 (mai 2020).
Si vous disposez d'ouvrages ou d'articles de référence ou si vous connaissez des sites web de qualité traitant du thème abordé ici, merci de compléter l'article en donnant les références utiles à sa vérifiabilité et en les liant à la section « Notes et références ».
Pour les articles homonymes, voir Mari.
Ramón Francisco Marí Canales (Torrevieja, 22 juillet 1888 - Madrid, 1967) est un photographe espagnol, l'un de ceux qui ont gardé un atelier ouvert à Guadalajara pendant le premier quart du XXe siècle.